# Wagashi
 (janvier 2010).
Si vous disposez d'ouvrages ou d'articles de référence ou si vous connaissez des sites web de qualité traitant du thème abordé ici, merci de compléter l'article en donnant les références utiles à sa vérifiabilité et en les liant à la section « Notes et références ».

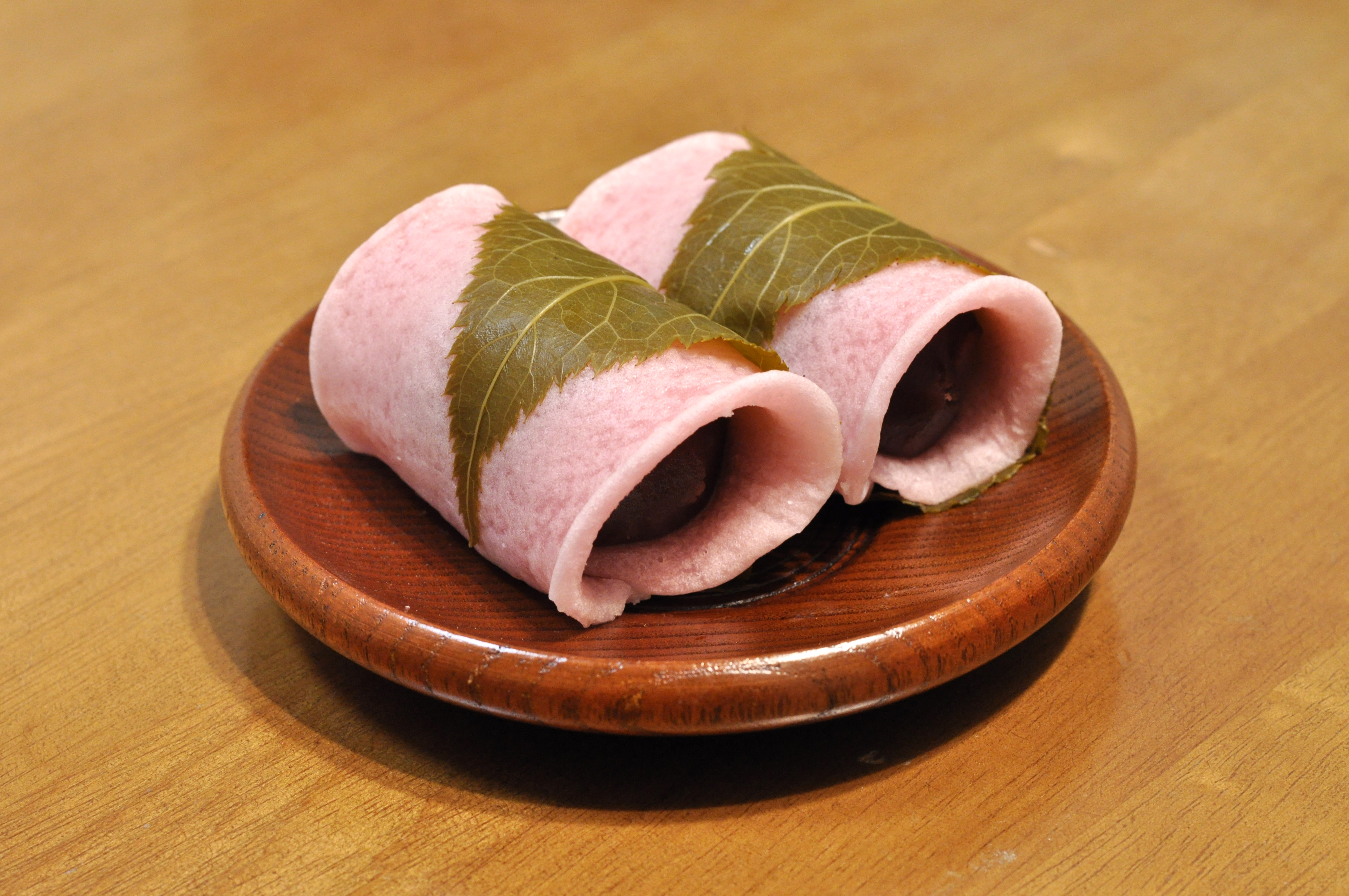
Des sakuramochi.

Dans la cuisine japonaise, on appelle wagashi (和菓子) les pâtisseries traditionnelles, en opposition aux yōgashi (洋菓子), les pâtisseries occidentales. « Wa » (和) voulant dire « japonais », et « kashi » (菓子) « sucrerie », « gâteau » (le « k » est réalisé voisé en « g » dans wagashi).
Les wagashi se consomment souvent en en-cas associés au thé vert et ont toute leur place au cours de la cérémonie du thé. Les ingrédients de base sont le sucre de canne, les haricots azuki ou leur pâte appelée anko (餡子) ou an (餡), et la farine de riz ou de blé, ainsi que le kudzu ou l'agar-agar (寒天, kanten) pour les gelées.

## Types dewagashi

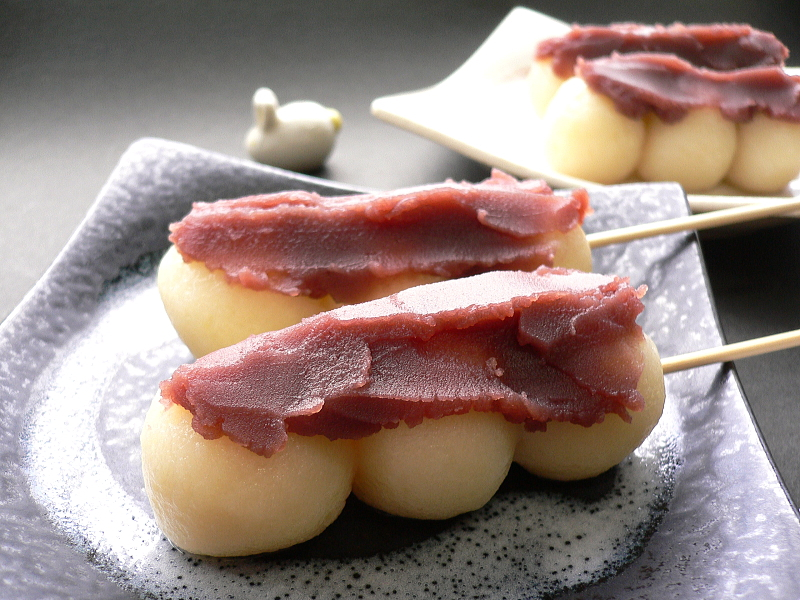
Dango.

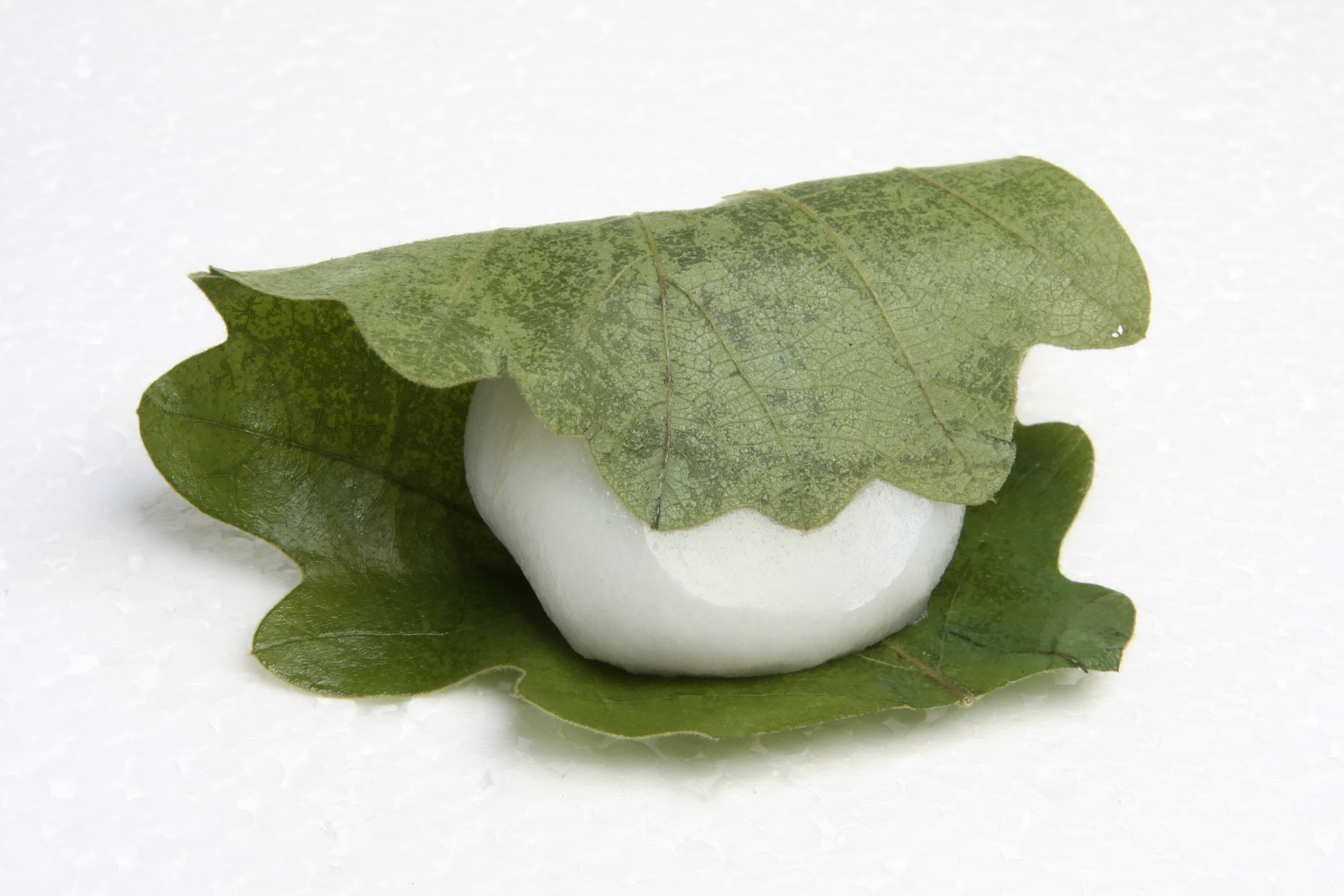
Kashiwa-mochi.

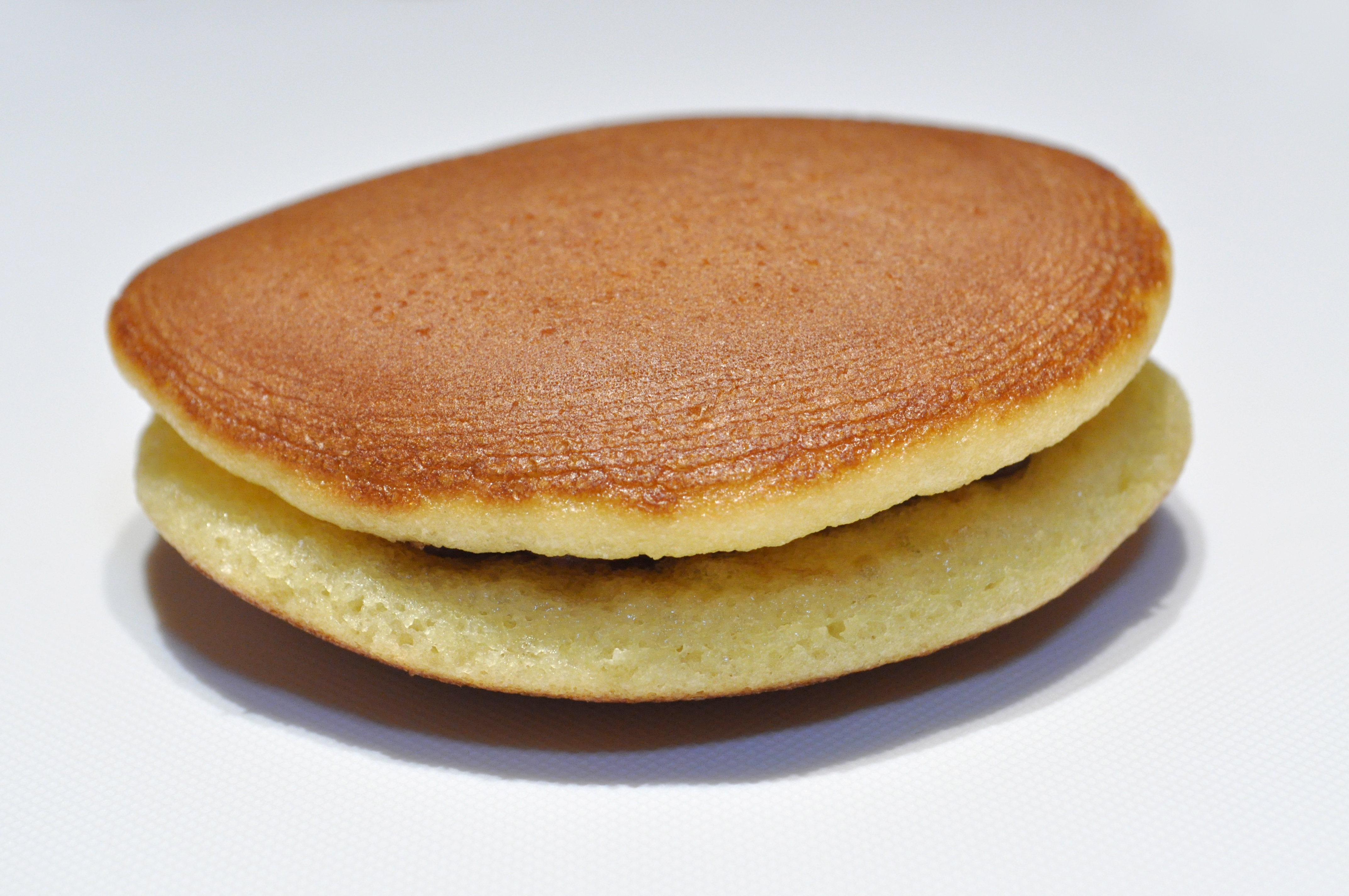
Dorayaki.

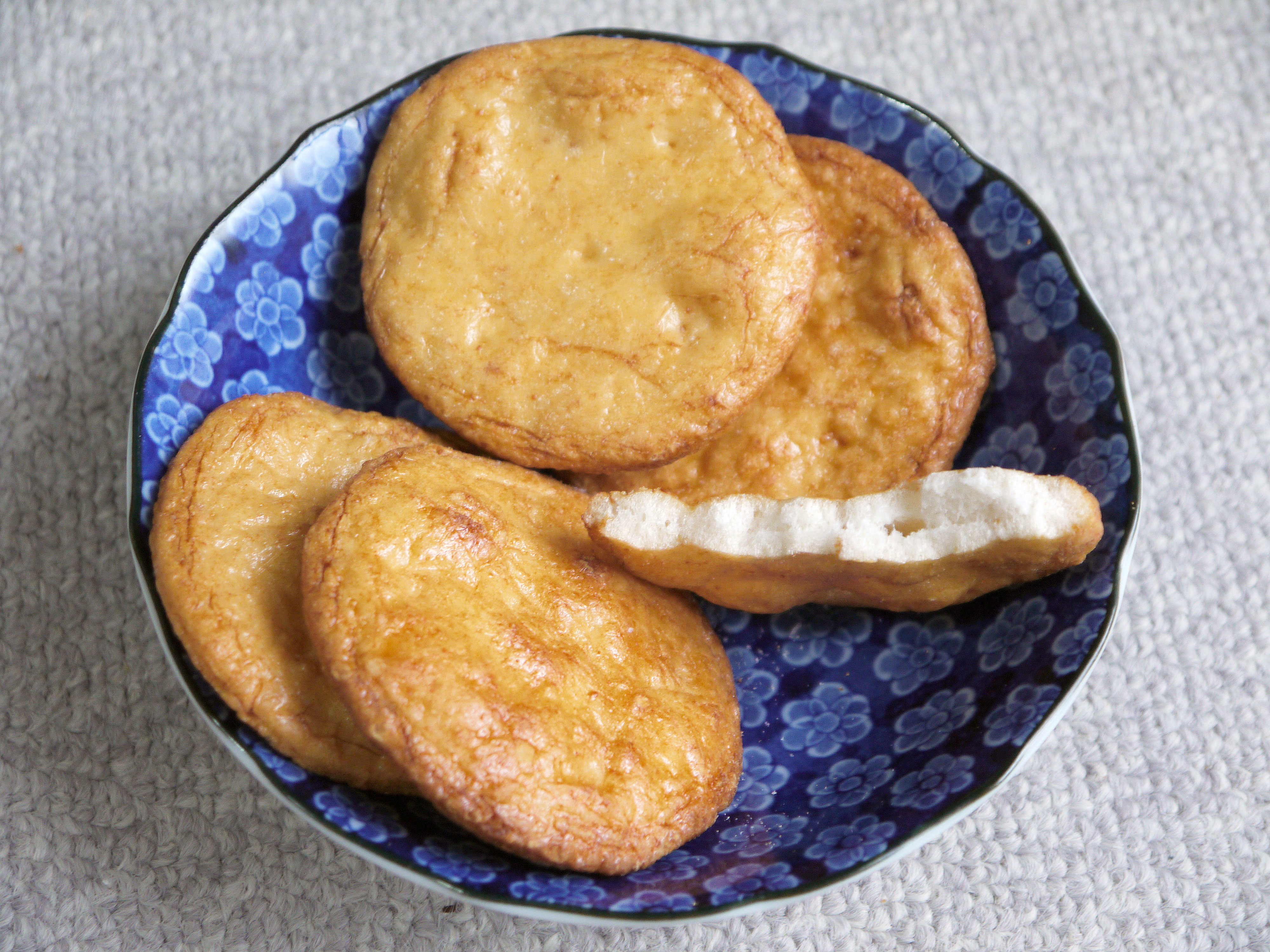
Senbei avec nori.

On peut répartir les wagashi en diverses catégories.
- Les gelées : yōkan ;
- les sucreries ou dagashi (駄菓子?), qui sont des pièces moulées en pâte de sucre et farine de riz, tels que les konpeitō, les oiri ou les karintō ;
- les petits pains cuits à la vapeur nommés manjū, dont le fameux anpan et l'oyaki, parfois salés.

- Les gâteaux à base de mochi (pâte de riz) appelés mochigashi (餅菓子?) :
  - akafukumochi ;
  - dango et mitarashi-dango (御手洗団子?, dango en brochette) ;
  - daifuku ;
  - gokabō ;
  - kashiwa-mochi ;
  - kuzumochi ;
  - ohagi ou botamochi ;
  - hanabiramochi ;
  - sakuramochi ;
  - warabimochi.

- Les gâteaux de pâte de riz proches du mochi :
  - yatsuhashi ;
  - gyūhi (en) ou matsunoyuki ;
  - uirō.

- Les gâteaux à base de pâte à gaufre cuits au four nommés yakigashi (焼菓子?) :
  - dorayaki ;
  - imagawayaki ;
  - taiyaki ;
  - monaka.

- Et enfin divers desserts ou biscuits cuits ou frits :
  - amanattō : des haricots au sucre ;
  - okoshi (粔籹?) ;
  - kintsuba (金鍔?) ;
  - senbei : gâteaux salés à base de mochi ;
  - ainsi que les arare et kakipī que l'on mange en Occident en gâteaux apéritifs.

On trouve bien sûr des desserts mélangeant diverses préparations :
- l'an-mitsu consistant en un matsumame (gelée, gâteaux de pâte de riz et salade de fruit) avec de l’anko ;
- le zenzai ou oshiruko, une soupe de haricots et de mochi.

Enfin, un dessert considéré comme japonais mais d'origine portugaise : la kasutera, un gâteau mousseline.

## Classification officielle
Dans l'industrie japonaise, les confiseries sont réparties en trois catégories :
- namagashi (生菓子?), contenant plus de 40 % d'eau ;
- han-namagashi (半生菓子?), entre 10 et 40 % ;
- higashi (干菓子/乾菓子?), moins de 10 %.